# Elisabeth Abegg
Elisabeth Abegg (Strasburgo, 3 marzo 1882 – Berlino, 8 agosto 1974) è stata una pedagogista tedesca attiva nella resistenza antinazista.

## Biografia

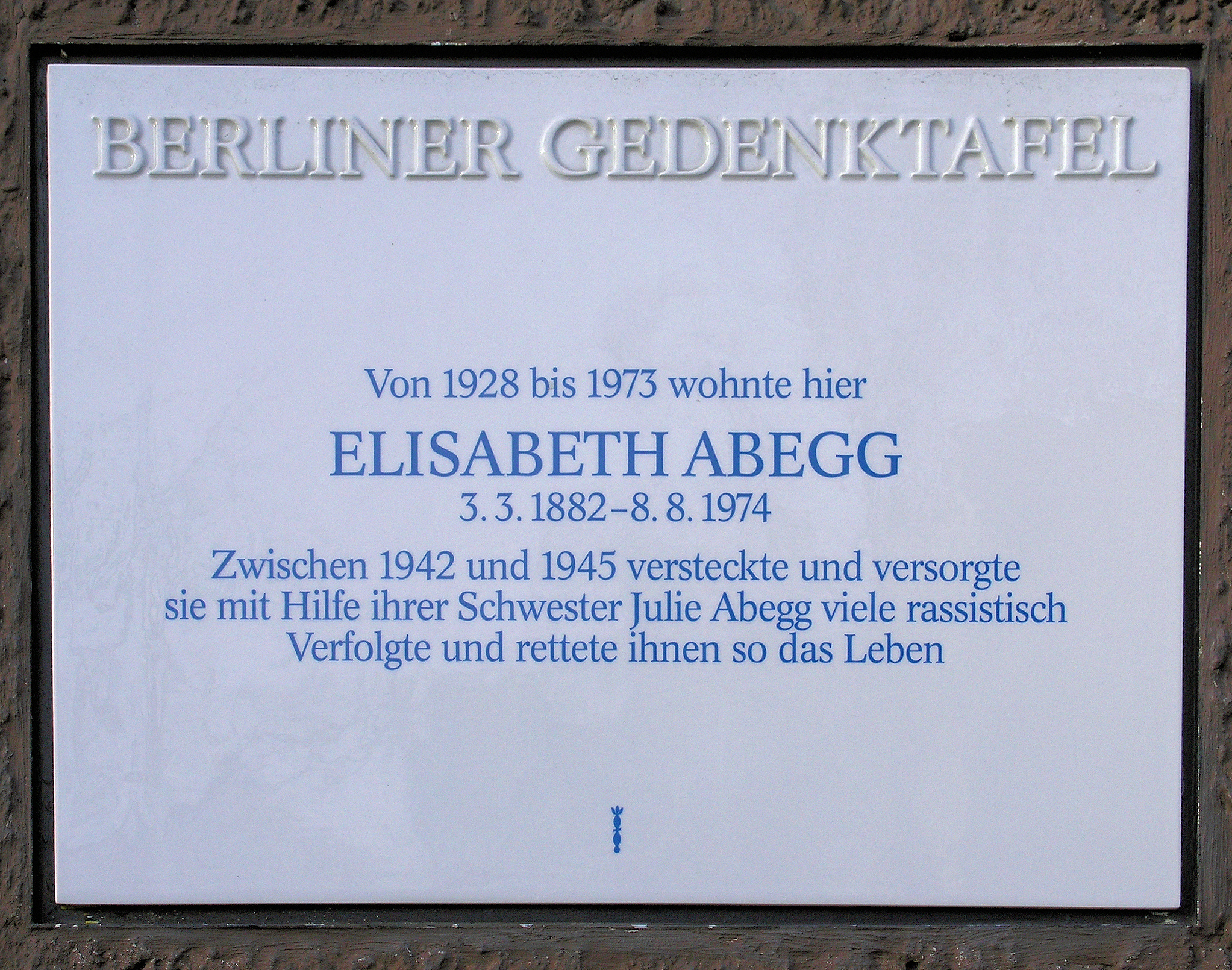
Epigrafe a suo ricordo nella casa dove visse.

Luise Wilhelmine Elisabeth Abegg nacque in una famiglia di lingua tedesca a Strasburgo in Alsazia il 3 marzo 1882. In quel periodo il territorio era compreso nell'Alsazia-Lorena ed era sotto controllo tedesco. La provincia, confine tra Francia e Germania, venne rioccupata dai francesi ed entrò poi a far parte del Terzo reich nel 1940. Studiò presso l'Università di Strasburgo, nel 1916 conseguì il dottorato presso l'Università di Lipsia e nel 1918 si trasferì a Berlino.
Nella capitale si avvicinò al movimento cristiano dei quaccheri e cominciò ad insegnare storia al Luisengymnasium, una scuola femminile, ma con la salita al potere di Hitler nel 1933 prima venne trasferita poi allontanata dall'insegnamento perché si era dimostrata molto critica nei confronti della politica antiebraica del nazismo.
A partire dal 1941 iniziarono le deportazioni degli ebrei tedeschi verso est e ogni mese partivano treni sigillati con 1 000-1 500 persone, diretti principalmente ad Auschwitz-Birkenau. Molti ebrei di Berlino tentarono di nascondersi. Un'amica di Luise, Anna Hirschberg, cristiana ma di origine ebraica, malgrado avesse ricevuto un'offerta di ospitalità, venne arrestata e mandata ad Auschwitz. A quel punto la Abegg, consapevole di quanto stava accadendo, iniziò ad aiutare gli ebrei berlinesi a nascondersi, tessendo una rete di rapporti con chi tra i suoi conoscenti era disposto a collaborare.
Rifiutò inoltre di esporre la bandiera con la svastica dalle sue finestre e, malgrado il pericolo, riuscì a nascondere nel suo appartamento 12 ebrei, salvandoli dalla deportazione mentre ne aiutò altri portando loro denaro, documenti e cibo. Riuscì anche ad aiutare il professore ebreo Jizchak Schwersenz a fuggire dopo essere stato espulso dall'insegnamento.
Elisabeth Abegg riuscì a non farsi scoprire aiutando, con la sua rete, circa ottanta ebrei a salvarsi e fu quindi tra le tante persone che prestarono soccorso agli ebrei durante l'Olocausto. Dopo la fine della guerra ritornò ad insegnare e nel 1957, quando compì 75 anni, ricevette come omaggio dai sopravvissuti un piccolo libro di memorie con la dedica: "Unser lieben Elisabeth Abegg zum 75. Geburtstag am 3. Marz, 1957, von ihrem Freundeskreis" (Alla nostra cara Elisabeth Abegg nel suo 75º compleanno il 3 marzo 1957. La sua cerchia di amici).

## Opere
- (DE) Die Politik Mailands in den ersten Jahrzehnten des 13. Jahrhunderts, Leipzig; Berlin, B. G. Teubner, 1918, OCLC 1038550825.
- (DE) Die französische Eisenindustrie, Hamburg, 1925, OCLC 250164695.

## Riconoscimenti
A lei dal 2004 è intitolata una via di Berlino ed una scuola elementare che si trova in quella via.

## Onorificenze
- Inserita tra i Giusti tra le nazioni dallo Yad Vashem il 23 maggio del 1967.[5]